# Siegfried Wünsche
Siegfried Wünsche (Dresden, 23 de junio de 1916  - 20 de agosto de 2000) fue un piloto de motociclismo alemán, que compitió en el Campeonato del Mundo de Motociclismo en desde 1952 hasta 1955. Consiguió dos podios en su carrera en el Mundial y se proclamó dos veces campeón de Alemania de 350 c.c. en el Campeonato Nacional (1949 y 1953). Su primo Erich también fue piloto de motociclismo.

## Resultados en el Campeonato del Mundo de Motociclismo
Sistema de puntuación de 1950 a 1968:
| Posición | 1 | 2 | 3 | 4 | 5 | 6 |
| Puntos   | 8 | 6 | 4 | 3 | 2 | 1 |

(carreras en cursiva indica vuelta rápida.)
| Año  | Clase | Equipo | 1       | 2     | 3       | 4     | 5       | 6     | 7       | 8       | Pts. | Pos. |
| ---- | ----- | ------ | ------- | ----- | ------- | ----- | ------- | ----- | ------- | ------- | ---- | ---- |
| 1952 | 125cc | DKW    | SUI Ret | IOM - | NED -   |       | GER Ret | ULS - | NAT -   |         | 0    | -    |
| 1952 | 250cc | DKW    | SUI Ret | IOM - | NED -   | BEL - | GER Ret | ULS - | NAT -   |         | 0    | -    |
| 1952 | 500cc | DKW    | SUI -   | IOM - | NED -   | BEL - | GER 11  | ULS - | NAT -   | ESP 7   | 0    | -    |
| 1953 | 250cc | DKW    | IOM 3   | NED 5 |         | GER - |         | ULS - | NAT Ret | ESP Ret | 6    | 7.º  |
| 1953 | 350cc | DKW    | IOM Ret | NED - | BEL DNS |       | FRA -   | ULS - | NAT Ret |         | 0    | -    |
| 1953 | 500cc | DKW    | IOM -   | NED - | BEL -   | GER - | FRA -   | ULS - | NAT -   | ESP 12  | 0    | -    |
| 1954 | 350cc | DKW    | IOM -   | ULS - | BEL 3   | NED - | GER -   | NAT - | ESP -   |         | 4    | 14.º |
| 1955 | 125cc | DKW    | ESP -   | FRA - | IOM -   | GER - |         | NED - |         | NAT 5   | 2    | 15.º |
| 1955 | 350cc | DKW    |         | FRA - | IOM -   | GER 7 | BEL Ret | NED 8 | ULS -   | NAT 8   | 0    | -    |